# Río Ma
El río Ma (en vietnamita, Song Ma, en laosiano, Nam Ma) es un río asiático de 512 kilómetros de largo que discurre por Vietnam y Laos. Nace en el noroeste de Vietnam, luego cruza la frontera con Laos, para después cruzar la frontera con Vietnam y desembocar en el golfo de Tonkin en el mar de China Meridional.
Sus afluentes más importantes son los ríos Chu (en vietnamita, Sông Chu y en laosiano, Sam Nam) (de 325 km), el Bưởi y el Cầu Chày, y todos ellos le abordan en la provincia Thanh Hoa. De sus 512 km de curso, 410 km están en Vietnam y 102 km en Laos. Tiene un área de captación de 28.400 km² y un caudal medio de 52,6 m³/s. El Ma tiene el tercer delta más grande de Vietnam.
El río forma la frontera entre las regiones históricas y los ex protectorados franceses de Tonkin, en el norte, y Annam en el sur.